# 比利亚梅列尔
比利亚梅列尔，是西班牙卡斯蒂利亚-莱昂帕伦西亚省的一个市镇。 总面积53平方公里，总人口152人（2001年），人口密度3人/平方公里。